# Богдан-Ростислав Боцюрків
Богдан-Ростислав Боцюрків (англ. Bohdan Bociurkiw, 2 вересня 1925, м. Бучач, нині Тернопільська область — 1 жовтня 1998, Оттава) — канадський історик, політолог, громадський діяч українського походження. Син Іларіона, батько Михайла і Романа Боцюрківих.

## Життєпис
Народився 2 вересня 1925 року в сім'ї українського правника і громадського діяча, доктора Іларіона Боцюрківа у м. Бучач, нині Тернопільська область, Україна (тоді Бучацький повіт (ЗУНР)).
Закінчив народну школу імені Маркіяна Шашкевича, Львівську українську академічну гімназію. У 1940—1941 роках вивчав образотворче мистецтво і археологію у Франкфуртському університеті.
Під час Другої світової війни брав участь в українському національно-визвольному русі, за що був заарештований гестапо, а потім ув'язнений у концтаборі Флоссенбюрґ. Редагує журнал «Юнак» (Львів, 1943—1944), газету «Наш шлях» (Західна Німеччина, 1945).
Від 1947 р. — в Канаді, де згодом продовжує навчання: спочатку — в Манітобському університеті (бакалавр — 1952, магістр — 1954), потім — у Чиказькому (доктор — 1961).
У 1956—1969 роках  — професор Альбертського університету. 1969—1992 — співзасновник та заступник директора Карлтонського університету (Оттава), від 1969 до 1972 — співзасновник і директор Інституту радянських і східноєвропейських досліджень цього університету. 1979—1982 рр. — співзасновник і заступник директора Канадського інституту українських студій (КІУС)у університету Альберти.
Листопад 1967 — учасник I світового конгресу вільних українців у Нью-Йорку. 1967—1969 роки — керівник осередку НТШ в Західній Канаді. 1972 року Богдан-Ростислав став дійсним членом НТШ, від грудня 1988 р. — заступник голови історико-філософської секції НТШ в Канаді. Член українських націоналістичних об'єднань у США.
Від 1973 до 1979 року — член Дорадчого комітету з канадських етнічних студій при державному департаменті Канади. Був дорадником Держ. департаменту та Конгресу США. Радник кількох міністрів Канади в справах багатокультурності.
Член-засновник Брюссельського міжнародного комітету захисту прав людини, голова і член ради Міжнародних Сахаровських слухань, директор Центру свободи совісті Дому свободи.
Помер 1 жовтня 1998 року в м. Оттава. Похований в м. Едмонтоні.

## Відзнаки
Лауреат премії Фундації Омеляна та Тетяни Антоновичів за 1996 рік.

## Наукові доробки
Співробітник редакції Енциклопедії Українознавства, член редколегій журналів «Гарвардські Українські студії» (1978—1998), «Слов'янський огляд» (1981—1983) та ін.
Автор праць з питань прав людини, дисидентського руху, релігійної політики в СРСР. Зокрема, Наука великих роковин 22 січня [Архівовано 18 лютого 2015 у Wayback Machine.]. — Вінніпег : Новий Шлях, 1962. — 17 с.